# Ruangsak Loychusak
Ruangsak Loychusak (tiếng Thái: เรืองศักดิ์ ลอยชูศักดิ์, phiên âm: Lương-xác Loi-chu-xác, sinh ngày 9 tháng 3 năm 1978) còn có nghệ danh là James Ruangsak, là một ca sĩ và diễn viên người Thái Lan. Album đầu tay là Dai Wela...James ("It's time for James"). Anh còn thực hiện nhiều album khác như Siren Love, Forever James, The Next, James Hits Series, và James F. M.. Album bán chạy gồm Siren Love và James F. M. và nhiều đĩa đơn như: "Khon raek" (tiếng Thái: คนแรก; n.đ.: "First One"), "Khao man kai" (ข้าวมันไก่; "Hainanese chicken rice"), and "Mai aht bplian jai" (ไม่อาจเปลี่ยนใจ; "I Shouldn't Change Your Mind").
Bên cạnh đó, anh được biết đến qua một số vai diễn như Hoa hồng của quỷ, Linh hồn bị đánh tráo....

## Tiểu sử
Loychusak được sinh ra trong một gia đình Thái gốc Hoa vào ngày 9 tháng 3 năm 1978 tại tỉnh Nakhon Si Thammarat.  Anh tham gia ngành giải trí vào năm 1995 với Album đầu tay Dai Wela...James với hãng RS. Anh nổi tiếng trong giai đoạn những năm 90s với Patiparn "Moss" Pataweekarn, Sornram "Num" Teppitak, Somchai "Tao" Khemklad, Suttida "Nook" Kasemsan Na Ayutthaya, Lift&Oil, Raptor, Tata Young....
Sau khi anh tập luyện taekwondo, năm 1997 anh thủ vai phim điện ảnh hành động Gangster Boys, đạo diễn bởi Ricky Loo từ Hong Kong và sản xuất từ hãng Five Star Production.
Tháng 12/1998, Loychusak sống sót trong vụ tai nạn máy bay Thai Airways International Flight 261, nghệ danh được gọi thêm "Iron Bones Singer" hoặc "James, The Iron Bones".
Anh còn nổi tiếng qua vai Knight Mask (Nah Kak Atsawin) trong mùa 2 The Mask Singer.
Ngoài ra, anh còn làm chủ nhà hàng bán cơm gà Trung Hoa.

## Sự nghiệp ca hát

### RS Promotion
- Dai Wela...James (It's time for James)
- Siren Love
- Forever James
- James F.M.
- James Delivery
- James Hits Series
- James Festival
- James Clinic
- James Alive
- James Zapp Story

### Album khác
- Superteens
- The Next
- The X-Venture

### GMM Grammy
- Now James

### Concert
- RS Meeting

## Phim tham gia

### Phim điện ảnh
| Năm  | Tựa                    | Vai      | Đóng với              |
| ---- | ---------------------- | -------- | --------------------- |
| 1997 | The Gang               | Chanat   | Kullanat Preeyawat    |
| 1998 | CCJ Lightning          | James    |                       |
| 2012 | Home                   | Leng     | Siraphan Wattanajinda |
| 2012 | Jan Dara the Beginning | Ruangyot |                       |
| 2013 | Jan Dara: The Finale   | Ruangyot |                       |

### Phim truyền hình
| Năm  | Tựa                                     | Vai                                     | Đóng với                                    | Đài      |
| ---- | --------------------------------------- | --------------------------------------- | ------------------------------------------- | -------- |
| 1998 | Look Sao Jao Por                        | Tenant Tit / Wong [Captain]             | Suthida Kasemsant Na Ayudhaya               | CH3      |
| 1999 | Kanompung Kub Nam Prik                  | Paramat / Pangpond                      | Alicha Laisuthruklai                        | CH3      |
| 2000 | Kum Paeng Ruk                           | Tom                                     | Suthida Kasemsant Na Ayudhaya               | CH3      |
| 2002 | Hua Jai Thuean                          | Park / Raj Rutchapbumi                  | Sasikarn Aphichartworasilp                  | CH7      |
| 2002 | Jarachon Yord Ruk                       | Mekha                                   | Patcharapa Chaichua                         | CH7      |
| 2009 | Proong Nee Gor Ruk Ter Lửa tình         | Phipat                                  | Kejmanee Pichaironnarongsongkhram           | CH5      |
| 2011 | Mia Mai Chai Mia Linh hồn bị đánh tráo  | Apiwat                                  | Namthip Jongrachatawiboon & Panward Hemanee | CH5      |
| 2011 | Wanalee                                 | Police Major Sohratphipat / Sorat       | Kaneungnij Jaksamittanon                    | CH3      |
| 2011 | Kularb Satan Hoa hồng của quỷ           | Chok Chanannop / Jog                    |                                             | CH5      |
| 2012 | Yok Luerd Mungkorn Ngọc bích huyết long | Jao Sua Leng                            |                                             | CH7      |
| 2013 | Boonpong                                | Boonpong Sirivejjabhandu                | Ploynarin Sornarin                          | Thai PBS |
| 2014 | Susan Khon Pen Nghĩa địa người sống     | Cheep                                   | Chiranan Manochaem                          | CH7      |
| 2014 | Rai Rak Payak Kung Fu                   | Hia Chen Na Lor                         |                                             | CH3      |
| 2015 | Bang Rajan                              | Mr. Thongsuk / Suki Phranaikong (Guest) |                                             | CH3      |
| 2016 | Bap Bap Kan Vòng xoáy tội ác            | Khun Chai Panutat Phrombodin / Ta Dam   |                                             | CH8      |
| 2017 | Sri Ayothaya                            | Suriyenthrathibodi                      |                                             | True4U   |
| 2019 | Dong Poo Dee Cô nàng lọ lem             | Rangsan Rattanadechakorn                | Pimpan Chalaikupp & Arisara Thongborisut    | CH8      |

### Drama Series
| Năm  | Tựa                                                                            | Vai                           | Đóng với            | Đài      |
| ---- | ------------------------------------------------------------------------------ | ----------------------------- | ------------------- | -------- |
| 1997 | Insee Daeng                                                                    | Insee Daeng / Fahlan          | Kullanat Preeyawat  | CH7      |
| 2013 | Club Friday The Series 2: Kon Dee Tee Tur Mai Ruk                              | Tong                          | Wichayanee Pearklin | GreenOne |
| 2014 | Zen The Series                                                                 | Ron (khách mời)               |                     | CH5      |
| 2016 | Patiharn Select                                                                | Juti Devathepnakorn           |                     | PPTV     |
| 2016 | Patiharn That Day                                                              | angel god                     |                     | PPTV     |
| 2016 | Patiharn Superstar                                                             | Cloud Angel                   |                     | PPTV     |
| 2016 | Patiharn Twinkle                                                               | Angel/Devil/Dr. Apinan (Kong) |                     | PPTV     |
| 2016 | Haunting The Series Taxi Send Love Send Soul                                   | Sukit                         |                     | MCOT HD  |
| 2017 | Guiding Light followed in my father's footsteps when my father was a showgirl. | Ben/Bowie                     |                     | MCOT HD  |
| 2019 | Club Friday The Series Season 11: Kon Mai Kuan Ruk Thiên sứ của em             | Art                           |                     | GMM25    |
| 2020 | Sanaeha Story Season 3 Episode Sanaeha False Promise                           | Vee                           |                     | AIS PLAY |
| 2020 | End of salary man                                                              | James                         | Somchai Khemklad    | Thai PBS |

### Sitcom
| Năm  | Tựa       | Vai                              | Đài |
| ---- | --------- | -------------------------------- | --- |
| 2012 | Explore   | Son of the 2nd Commander (Guest) | CH5 |
| 2012 | Baen Khao | Fiat                             | CH3 |